# マカオジョッキークラブ

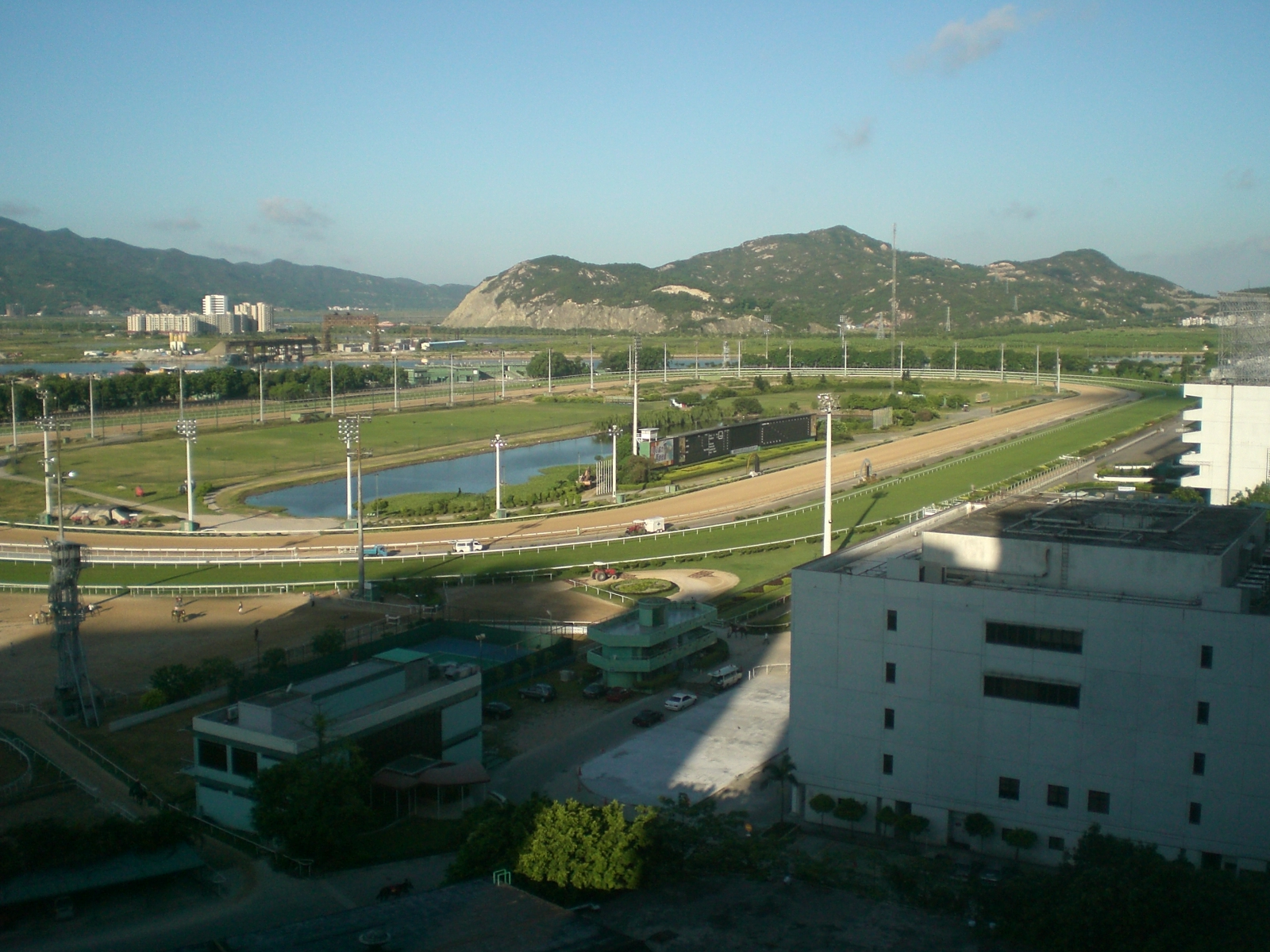
タイパ競馬場

マカオジョッキークラブ（英語: Macau Jockey Club、繁体字: 澳門賽馬會）は、中華人民共和国・マカオ特別行政区でかつて行われていた競馬の競技団体である。
運営法人はマカオホースレーシング株式会社（英語: Macau Horse Racing Company Limited、繁体字: 澳門賽馬股份有限公司）。前身のマカオ・トロッティングクラブ（澳門賽馬車會）時代の1980年からタイパ競馬場で競馬の競走を施行してきたが、2024年4月1日付けでマカオ特別行政区政府との競馬運営権契約を解除し、競馬開催を停止した。

## 沿革
マカオでは17世紀から競馬が行われていたが、1941年に太平洋戦争が勃発すると競馬開催が中断し、閉鎖された競馬場も再開発で消滅して長く再開していなかった。
1977年にマカオのカジノ運営企業創業者の一人である葉漢が政府から競馬の開催権を獲得し、葉漢らが創設したマカオ・トロッティングクラブが1980年9月6日にタイパ島に新設した競馬場で繋駕速歩競走を開始したが、庶民向けのギャンブルとしてハイアライ（1991年廃止）やドッグレース（2018年廃止）がすでにあって人気を得ることがなく、赤字経営が続いて1988年に開催を終了した。その後、台湾の企業によりタイパ競馬場が買収されてコースを平地競走用に改修し、新しく創設されたマカオジョッキークラブがトロッティングクラブから競馬場の運営権を引き継いで1989年に競馬開催を再開したが、経営がうまくいかず1年で裁判所の命令により閉鎖された。1990年末、当時のマカオでカジノの1社独占経営権を握っていたスタンレー・ホーの企業集団が閉鎖されたマカオジョッキークラブを買収して立て直し、1991年1月12日から競馬を継続して開催してきた。
当初は香港に電話投票窓口が設置されており、売り上げ額における大きなウエイトを占めていたが、2002年に香港で施行された賭博条例により、香港ジョッキークラブが発売するもの（サッカーくじ、ロトを含む）を除いて、香港域内での賭博行為が禁じられた結果、閉鎖を余儀無くされ、売り上げの60%が減少する大きな打撃を受けた。その後は大陸からの集客で売り上げを補うとともに、早くから海外競馬の国際サイマル（場外）発売に取り組んできたが、マカオにおける人気は伸びずに売り上げは低迷し、2024年1月時点の累積損失は25億パタカ（当時のレートで約450億円）に及んでいた。
2024年1月15日、マカオジョッキークラブの経営難により政府との競馬運営権契約が同年4月1日付けで解除されることがマカオ政府から発表され、同年3月30日を最終開催日として競走の施行を停止した。

### 年表
- 1987年、マカオ政府の許可を受けてマカオ、タイパ島に設立[要出典]。
- 1989年、サラブレッドによる競走施行を開始[1]。
- 1990年、競馬場閉鎖[5]。
- 1991年、競馬再開[5]。
- 1993年、マカオ見習騎手招待競走を開始[要出典]。
- 1994年、この年より中央競馬（JRA）の交換競走としてマカオジョッキークラブトロフィーが施行される[要出典]。
- 2004年、香港ジョッキークラブとの交流競走を開催[10]。
- 2005年、香港ジョッキークラブの馬券発売を開始[要出典]。
- 2006年、マレーシアジョッキークラブの馬券及び、マカオドッグレースクラブの犬券発売を開始[要出典]。
- 2007年、シンガポールターフクラブの馬券発売を開始するのに伴い、マカオドッグレースクラブの犬券発売を中止[要出典]。
- 2018年、2042年までの競馬運営権契約延長を承認される[11]。
- 2024年、政府との競馬運営権契約を解除し、競馬に関するすべての事業を停止[2][6]。

## 所属騎手・調教師
競走馬は、香港同様全て海外からの輸入であった。騎手については、地元出身の騎手以外に香港出身者（香港ジョッキークラブでの騎乗経験者）が在籍していたが、海外から短期ライセンスを取得して騎乗している騎手の活躍が目立っていた。
日本から遠征した騎手では、1994年に岡部幸雄がマカオダービーを制覇し、内田利雄や岡部誠が長期滞在して好成績を挙げた他、2013年11月には、松田大作が澳門娛樂展盃（マカオゲーミングショーカップ）を勝ち、自身初の重賞制覇を果たした。
調教師は、地元出身者のほか、香港や海外で開業していた調教師が在籍していた。
また2018年6月からは、元南関東船橋競馬場所属の中野省吾が短期免許を取得し、レースに騎乗していた。またニュージーランドで騎手となった田中正一も2019-2020年シーズンから2023-2024年シーズンまでマカオで騎乗していた。

## 主な施設
- タイパ競馬場